# Anales castellanos primeros
Los Anales castellanos primeros (Annales Castellani Antiquitores), anteriormente denominados Cronicón de San Isidoro o Isidro de León (Chronicon sancti Isidori Legionensis anonymum) por el lugar donde se halló el primer folio del manuscrito (la basílica de San Isidoro de León), son una crónica latina en forma de anales, con un contenido principalmente genealógico.
Cubre los años 618 al 939 y debió ser escrita poco después, por un compilador anónimo. La datación se refiere a Ramiro II de León, al que se refiere como "nuestro rey". El texto refleja su enfrentamiento con los musulmanes en Osma.
Se conserva en la Biblioteca Nacional de España (mss. V. 4, I).
Su contenido se resume en el llamado Chronicon parvum legionense, también de dos páginas y datable a mediados siglo X.

## Ediciones
- En R. P. J. Tailhan, ed. 1885. Anonyme de Cordoue: Chronique rimée des derniers rois de Tolède et de la conquête d'Espagne par les Arabes (Paris: E. Leroux), 196.
- En Manuel Gómez-Moreno Martínez, ed. 1917. "Anales castellanos", Discursos leídos ante la Real Academia de la Historia (Madrid), 23–24.[2]